# Jakob Pál

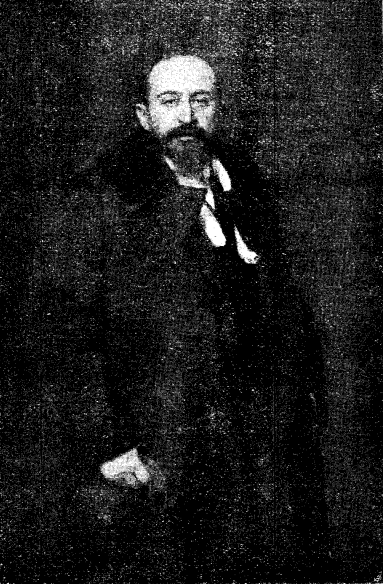
Jakob Pál

Jakob Pál (* 23. Januar 1863 in Pest; † 11. Juli 1936 in Wien; alternativ auch Jacob Pal und Jakob Pahl) war ein ungarisch-österreichischer Mediziner und Internist, der vorwiegend in Wien tätig war.

## Leben
Pál studierte Medizin an der Universität Wien. Er promovierte dort 1886 und war zunächst am Institut für allgemeine und experimentelle Pathologie tätig. 1888 ging er an die 1. medizinische Abteilung des Allgemeinen Krankenhauses in Wien. 1891 halbilitierte Pál. Ab 1893 war er Primararzt der 1. medizinischen Abteilung.
1897 heiratete er Siddy Eisenschitz und adoptierte in Folge ihren Sohn aus erster Ehe.
Im August 1900 wurde Pál zum außerordentlichen Universitätsprofessor ernannt, im November 1908 zum außerordentlichen Professor und schließlich 1922 zum ordentlichen Professor.

## Werk
Pál war sehr vielseitig interessiert, er trug auf den Gebieten der experimentellen Pathologie, der Pharmakologie, der Neurologie und der inneren Medizin viel zum zeitgenössischen Wissen bei. Aus heutiger Sicht sind die Entdeckung der Aufhebung der Curare-Wirkung durch Physostigmin, die Entdeckung der spasmolytischen Wirkung von Papaverin, sowie seine Arbeiten zu Methylxanthinen hervorzuheben. 1912 erkannte er die atemanaleptische (atemanregende) des auch Bronchien erweiternden und seinerzeit als Asthmamittel eingesetzten Coffeins.
Sein Name steht auch mit der 1886 publizierten feingeweblichen Färbetechnik nach Weigert-Pal in Verbindung. Diese Weiterentwicklung einer Methode von Weigert wird auch heute noch zur mikroskopischen Darstellung der Markscheiden von Nervenfasern genutzt.

## Auszeichnungen
- Offiziersehrenzeichen mit der Kriegsdekoration für Verdienste um das Rote Kreuz
- Jubiläums-Erinnerungsmedaille für Zivilstaatsbedienstete
- Jubiläumskreuz für Zivilstaatsbedienstete[5]

## Schriften
- Ueber die Innervation der Leber. Hölder, Wien 1888.
- Gefäßkrisen. Hirzel, Leipzig 1905 (Digitalisat).
- Paroxysmale Hochspannungsdyspnoe. Braumüller, Wien 1907.
- Grundzüge der allgemeinen Lehre von den Krankheiten: Leitfaden für Krankenpflegeschulen. Deuticke, Leipzig 1921.
- Krampferscheinungen im Magen-Darmkanal. Springer, Wien 1925.
- Die Tonuskrankheiten des Herzens und der Gefässe. Ihre Biologie und Therapie. Springer, Wien 1934.